# Élise Pelgrom
Élise Pelgrom, née le 18 mai 1864 à Bruxelles et morte le 25 janvier 1910 à Paris, est une ouvrière passementière et militante anarchiste illégaliste belge. Elle est surtout connue pour son rôle dans la naissance et le développement de l'illégalisme, étant liée aux Intransigeants, l'un des premiers groupes illégalistes. Pelgrom et son époux, Placide Schouppe, sont par ailleurs proches de Vittorio Pini, l'un des principaux fondateurs de cette tendance de l'anarchisme.
Née en Belgique et ayant épousé Schouppe à Paris, le couple commence à s'intégrer aux cercles anarchistes illégalistes naissants de la deuxième moitié des années 1880, elle côtoie un certain nombre de figures du mouvement anarchiste de cette période, comme Vittorio Pini et semble être impliquée dans les cambriolages des Intransigeants, ce qui fait qu'elle est dénoncée comme l'une des principales membres de la bande par un anarchiste. Arrêtée avec Pini et Schouppe, elle nie toute participation ou connaissance de quoi que ce soit, tandis que son époux écope de dix ans de déportation au bagne. Cette situation la plonge dans une profonde misère, d'autant plus qu'elle a deux enfants à charge, elle entre alors en relation et emménage chez un ouvrier sculpteur du nom de Strauch.
Suite à l'évasion de Schouppe du bagne de Cayenne, en 1891, elle aurait craint pour sa vie ou serait retournée vivre avec lui avec satisfaction, selon les versions. Strauch refusant de lui rendre les meubles qu'elle a amené chez lui, elle cambriole son domicile avec Schouppe et probablement Léon Ortiz et Antoinette Cazal, de la bande à Ortiz. Les meubles qu'ils récupèrent sont plus nombreux que ceux qu'elle a amené chez lui mais le groupe parvient à éviter la justice. L'anarchiste est suspectée par les autorités d'avoir été la poseuse de bombe lors de l'attentat de Carmaux-Bons Enfants mais Émile Henry - qui est son voisin, déclare ne pas la connaître outre mesure et être le seul responsable.
Pelgrom meurt en 1910 à Paris.
Une de ses photographies policières fait partie des collections du Metropolitan Museum of Art (MET).

## Biographie

### Jeunesse

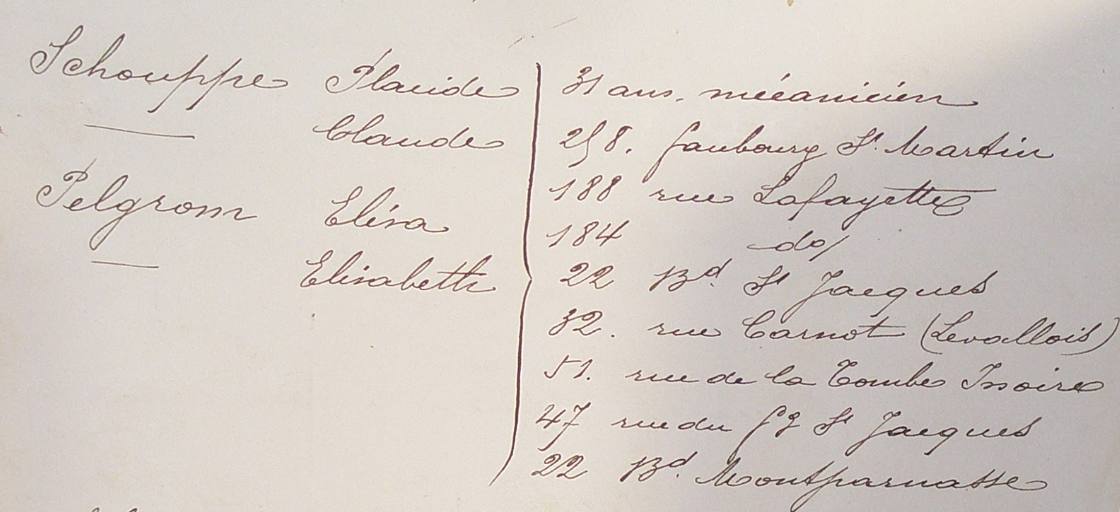
Autorités françaises recensant les adresses d'Élise Pelgrom et Placide Schouppe, entre autres (courtoisie dArchives anarchistes)

Élisabeth Pelgrom naît le 18 mai 1864 à Bruxelles. Elle épouse Placide Schouppe à Paris, le 4 juillet 1882. Le couple a deux enfants, Julienne Schouppe (1881), née avant le mariage et légitimée par ses parents et Edmond Schouppe (1883). Elle travaille comme ouvrière passementière jusqu'en 1887, devient couturière puis choriste au théâtre de la Gaité. Elle quitte cet emploi et cesse alors de travailler.

### Anarchisme et illégalisme
Parallèlement, dans la deuxième partie des années 1880, Pelgrom est membre des cercles anarchistes illégalistes parisiens naissants. Elle est notamment en contact avec Vittorio Pini, l'un des fondateurs de l'illégalisme et est en lien avec les Intransigeants, un des premiers groupes illégalistes. Pendant cette période, elle est accusée par des témoignages anonymes de ne pas s'occuper de ses enfants car elle les laisserait libres de se déplacer dans la rue et ils seraient constamment chez les voisins.

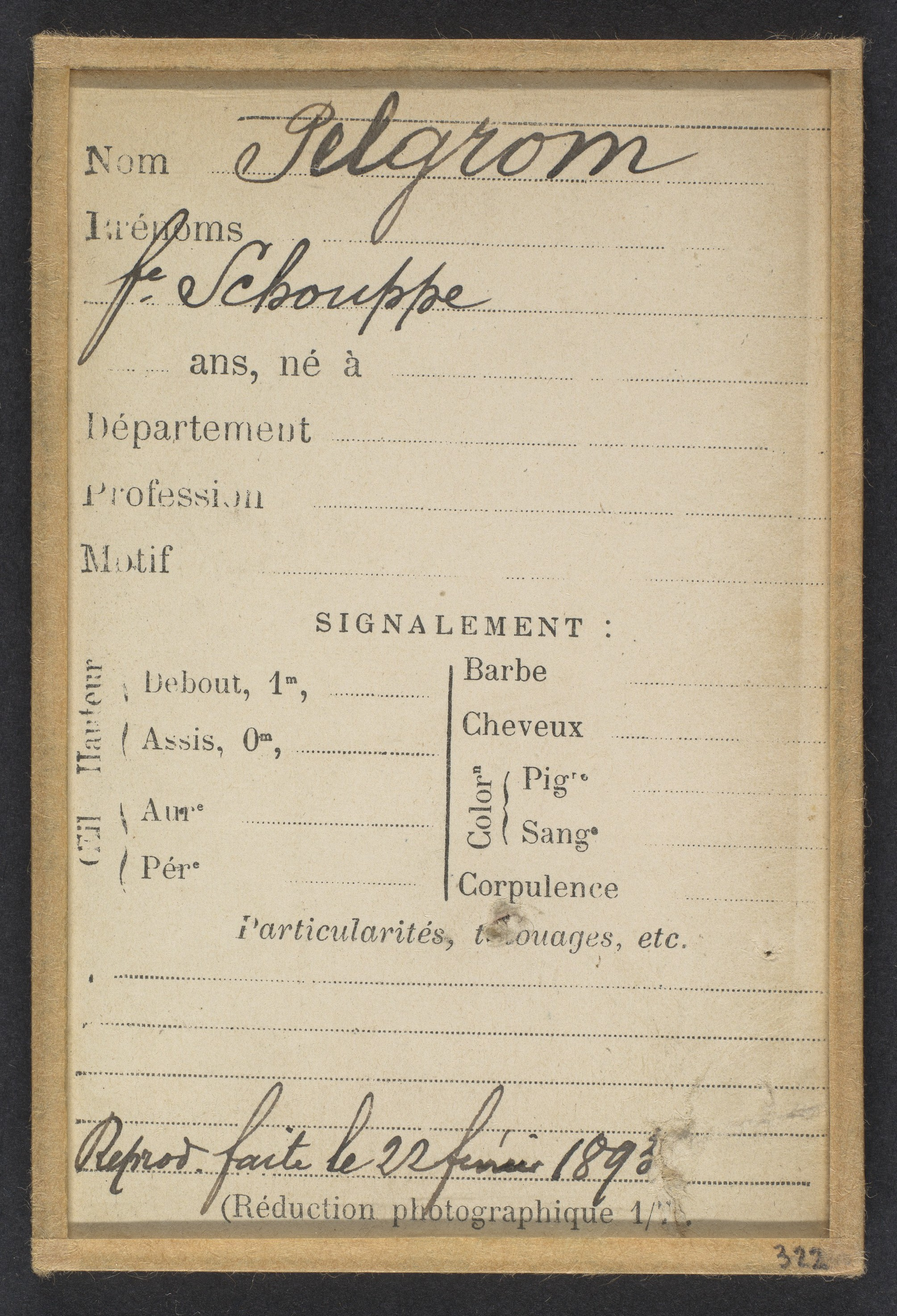
Fiche d'Alphonse Bertillon sur Pelgrom (1893)

Elle rejoint Schouppe à Londres en 1889, est hébergée par Alessandro Marocco, receleur des Intransigeants. Luigi Parmeggiani vit aussi dans cette demeure. Elle y rencontre aussi l'anarchiste Fabre et reste à Londres pour visiter la ville tandis que Schouppe retourne sur le continent après une semaine à ses côtés.
Lorsque Pini est arrêté et perquisitionné, il ne dénonce personne mais la police saisit Fabre chez lui. Celui-ci, qui meurt sous la garde de la police, dénonce ses quatre complices principaux présumés : Pini, Schouppe, Pelgrom et Maria Saënen, illégaliste qui est aussi compagne de Pini.
Pelgrom est arrêtée le 20 juin 1889 et refuse de donner son identité à la police, qui doit la trouver en fouillant dans des documents saisis chez elle. Les autorités découvrent chez elle un conséquent butin provenant de cambriolages d'hôtels particuliers ou de bourgeois parisiens - des bijoux, de l'argenterie, des titres volés et d'autres biens. Elle est mise en procès pour recel d’objets volés.

Elle a le droit de sortir une fois pour aller visiter ses enfants, pendant son incarcération. En novembre 1889, Pelgrom comparaît avec Pini, Saënen, Placide et Julien Schouppe (son frère) lors de leur procès. L'anarchiste nie avoir entendu parler des faits qui leur sont imputés, déclare que Schouppe lui aurait signifié que l'argent des cambriolages proviendrait de son emploi, ce qui ne convainc pas le procureur, l'accusant d'être parfaitement au courant. Il demande cependant une peine importante contre tous les accusés sauf elle ; et les jurés l'acquittent, tandis que Pini écope de vingt ans de déportation au bagne, Placide Schouppe de dix, Julien Schouppe de cinq et Saënen de deux ans de prison. Elle éclate en sanglots lors de son acquittement et remercie le juge.

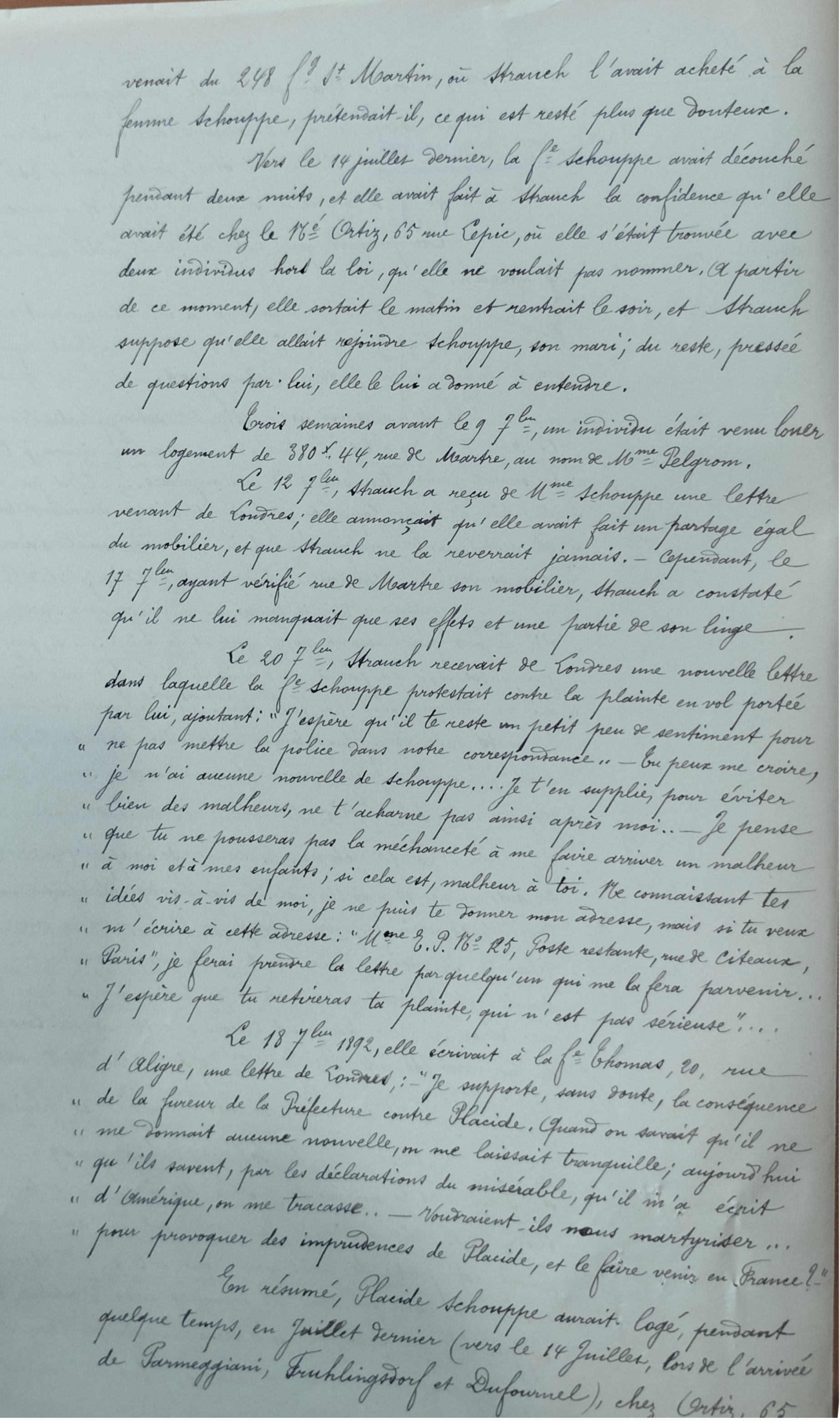
Rappoort de police sur Pelgrom qui donne une partie de sa correspondance (courtoisie dArchives anarchistes)

Puisque son époux est déporté et qu'elle a deux enfants à charge, Pelgrom tombe dans une profonde misère. Elle emménage alors avec un ouvrier sculpteur du nom de Strauch qui devient son amant et chez qui elle loge avec ses enfants. La relation semble paisible mais Schouppe parvient à s'évader du bagne dix huit mois plus tard, en 1891. 
La presse donne deux versions différentes sur son retour ; elle aurait soit eu peur de lui et aurait craint son retour, ou bien elle aurait plutôt repris la vie commune avec Schouppe dès son retour. Elle aurait demandé à Strauch de lui rendre les meubles qu'elle aurait apporté chez lui, et celui-ci aurait refusé. Pelgrom, Schouppe, Léon Ortiz et Antoinette Cazal auraient alors cambriolé Strauch, en emportant au passage d'autres meubles que ceux de l'anarchiste. Il aurait alors porté plainte, la police aurait constaté que Pelgrom-Schouppe auraient demeuré chez Ortiz-Cazal, mais sans parvenir à les arrêter ou les incriminer.
L'année suivante, en 1892, elle se trouve à Londres et écrit à la presse française ; elle se plaint des policiers, journalistes et de Strauch.

### Attentat de Carmaux-Bons Enfants
En mars 1894, après les aveux d'Émile Henry pour l'attentat de Carmaux-Bons Enfants (novembre 1892), où une femme serait impliquée dans la pose de la bombe, possiblement Adrienne Chailliey, elle est arrêtée et soupçonnée d'être responsable et amante de Henry,. Les deux vivent dans la même rue mais Henry assure être l'auteur de l'attentat, qu'il aurait commis seul - il soutient ne pas connaître Pelgrom outre mesure et simplement l'avoir connue de manière distante.

### Dernières années et mort
Pelgrom meurt le 25 janvier 1910 en son domicile à Paris, au 43, rue des Petites-Écuries,.

## Postérité

### Photographie policière
Une de ses photographies policières fait partie des collections du Metropolitan Museum of Art (MET).